# Грасль, Флориан
Флориан Грасль (нем. Florian Grassl; 22 апреля 1980, Фрайлассинг, Бавария) — немецкий скелетонист, выступавший за сборную Германии с 2002 года по 2010-й. Бронзовый призёр чемпионата Европы, обладатель серебряной медали чемпионата мира, многократный призёр национального первенства.

## Биография
Флориан Грасль родился 22 апреля 1980 года в городе Фрайлассинг, федеральная земля Бавария. Активно заниматься скелетоном начал в возрасте двадцати двух лет, в 2002 году прошёл отбор в национальную сборную и стал принимать участие в крупнейших международных стартах, показывая довольно неплохие результаты. Так, уже в декабре на этапе европейского кубка в Винтерберге пришёл к финишу первым и завоевал тем самым золотую медаль. В январе 2003 года дебютировал на взрослом Кубке мира, был девятым на трассе австрийского Иглса, тогда как на чемпионате Европы в швейцарском Санкт-Морице выиграл бронзу. На февральском чемпионате мира в японском Нагано пришёл к финишу двенадцатым.
В 2004 году на домашнем европейском первенстве в Альтенберге Грасль финишировал только шестым, зато на чемпионате мира в Кёнигсзее сумел добраться до второго места, что принесло ему серебряную медаль. Удачно проходили и кубковые состязания, в сезоне 2004/05 в рейтинге сильнейших скелетонистов мира немецкий спортсмен закрыл первую десятку. Собирался пройти квалификацию на зимние Олимпийские игры 2006 года в Турин, однако буквально перед стартом сезона получил серьёзную травму и вынужден был отказаться от этих планов.
Восстановившись от полученных повреждений, на прежний уровень Грасль смог выйти только в сезоне 2007/08, когда одержал победу на этапе Кубка мира в Кёнигсзее и поднялся в общем зачёте до восьмой строки, а на чемпионате мира в Альтенберге немного не дотянул до призовых мест. Следующий год получился ещё более успешным, он уверенно боролся с лидерами мирового скелетона за обладание Кубком мира и разместился в итоге на второй позиции рейтинга, уступив лишь россиянину Александру Третьякову. Не сумев пробиться на Олимпиаду 2010 года в Ванкувер, вскоре Флориан Грасль принял решение завершить карьеру профессионального спортсмена, уступив место молодым немецким скелетонистам.